# Connell (település)
Connell (kiejtése: kɑːˈnɛl) az Amerikai Egyesült Államok északnyugati részén, Washington állam Franklin megyéjében elhelyezkedő város. A 2010. évi népszámlálási adatok alapján 4209 lakosa van.

## Történet
A települést 1883-ban alapították a Northern Pacific Railroad és az Oregon Railroad and Navigation Company vasútvonalainak elágazásánál. A Jacob Cornelius Connell vasúti hivatalnok és helyi lakos által Palouse Junction névre keresztelt helység 1886 és 1900 között vette vel a Connell nevet.
A Northern Pacific Railroad vonatai 1890-től nem álltak meg itt, azonban 1901-ben a Union Pacific Railroad új járatot indított. 1900 és 1904 között megalapították a tankerületet. 1902-ben pedig megnyílt a megyei bank, egy vállalat pedig engedélyt kapott a vezetékes vízhálózat kiépítésére. 1903-ban a vasúti pályától nyugatra fekvő telkeket értékesítésével új kereskedelmi negyed létesült. 1905 júliusában a negyed leégett; az épületek téglából épültek újjá.
Connell 1910. november 28-án kapott városi rangot.

## Éghajlat
A város éghajlata szubtrópusi sztyeppe (a Köppen-skála szerint BSk).
| Hónap                         | Jan.  | Feb.  | Már.  | Ápr. | Máj. | Jún. | Júl. | Aug. | Szep. | Okt.  | Nov.  | Dec.  | Év    |
| ----------------------------- | ----- | ----- | ----- | ---- | ---- | ---- | ---- | ---- | ----- | ----- | ----- | ----- | ----- |
| Rekord max. hőmérséklet (°C)  | 18,9  | 21,1  | 25,6  | 33,9 | 37,8 | 42,2 | 43,3 | 46,7 | 37,8  | 30,0  | 23,9  | 18,9  | 46,7  |
| Átlagos max. hőmérséklet (°C) | 2,8   | 7,8   | 13,3  | 18,3 | 23,3 | 27,2 | 31,7 | 31,1 | 26,1  | 18,3  | 8,3   | 2,8   | 17,6  |
| Átlagos min. hőmérséklet (°C) | −3,9  | −1,7  | 0,6   | 3,3  | 6,7  | 10,0 | 12,8 | 12,2 | 8,3   | 3,3   | 0,0   | −3,9  | 4,0   |
| Rekord min. hőmérséklet (°C)  | −27,2 | −28,3 | −15,6 | −7,2 | −3,9 | 1,1  | 3,3  | 2,8  | −3,9  | −12,8 | −26,1 | −25,6 | −28,3 |
| Átl. csapadékmennyiség (mm)   | 23    | 21    | 23    | 17   | 21   | 12   | 9    | 8    | 10    | 18    | 29    | 30    | 221   |
| Forrás: The Weather Channel   |       |       |       |      |      |      |      |      |       |       |       |       |       |

## Népesség
A 2010-es népszámláláskor a városnak 4209 lakója, 878 háztartása és 689 családja volt. A népsűrűség 211,4 fő/km2. A lakóegységek száma 922, sűrűségük 46,3 db/km2. A lakosok 73,4%-a fehér, 6,4%-a afroamerikai, 1,9%-a indián, 2,7%-a ázsiai, 0,4%-a a Csendes-óceáni szigetekről származik, 12,2%-a egyéb, 3%-a pedig kettő vagy több etnikumú. A spanyol vagy latino származásúak aránya 39,3% (   )
A háztartások 50,5%-ában élt 18 évnél fiatalabb. 55,2% házas, 15,3% egyedülálló nő, 8% egyedülálló férfi, 21,5% pedig nem család. 19,5% egyedül élt; 5,9%-uk 65 éves vagy idősebb. Egy háztartásban átlagosan 3,14 személy élt; a családok átlagmérete 3,53 fő.
A medián életkor 32,5 év volt. A város lakóinak 23,7%-a 18 évesnél fiatalabb, 10,3% 18 és 24 év közötti, 37,6%-uk 25 és 44 év közötti, 22,8%-uk 45 és 64 év közötti, 5,4%-uk pedig 65 éves vagy idősebb. A lakosok 67,5%-a férfi, 32,5%-a pedig nő.

## Fordítás
- Ez a szócikk részben vagy egészben  a   Connell, Washington című angol Wikipédia-szócikk ezen változatának fordításán alapul.  Az eredeti cikk szerkesztőit annak laptörténete sorolja fel. Ez a jelzés csupán a megfogalmazás eredetét és a szerzői jogokat jelzi, nem szolgál a cikkben szereplő információk forrásmegjelöléseként.